# ميخائيل كارتر (ممثل)
ميخائيل كارتر (بالإنجليزية: Michael Carter)‏ هو مؤدي ومبدع ومصمم إضاءة وممثل بريطاني، ولد في 29 يونيو 1947 في المملكة المتحدة.

## أعمال

### أفلام
- (1981) مستذئب أمريكي في لندن
- (1982) عقد الرسام
- (1983) عودة الجيداي[4]
- (2006) المخادع

## وصلات خارجية
- ميخائيل كارتر على موقع IMDb (الإنجليزية)
- ميخائيل كارتر على موقع ألو سيني (الفرنسية)
- ميخائيل كارتر على موقع أول موفي (الإنجليزية)
- ميخائيل كارتر على موقع أول موفي (الإنجليزية)
- ميخائيل كارتر على موقع قاعدة بيانات برودواي على الإنترنت (الإنجليزية)
- ميخائيل كارتر على موقع قاعدة بيانات الأفلام السويدية (السويدية)
- ميخائيل كارتر على موقع قاعدة بيانات الأفلام السويدية (السويدية)
- ميخائيل كارتر على موقع قاعدة بيانات الفيلم (الإنجليزية)
- ميخائيل كارتر على موقع كينوبويسك (الروسية)
- ميخائيل كارتر على موقع كينوبويسك (الروسية)